# Mapi León
María Pilar León også kaldt Mapi León (født 13. juni 1995) er en spansk fodboldspiller, der spiller som forsvarsspiller for FC Barcelona i Primera División og Spaniens kvindefodboldlandshold.

## Meritter
- Copa de la Reina de Fútbol: Vinder 2016
- Algarve Cup: Vinder 2017